# Chiến tranh Punic lần thứ ba
Chiến tranh Punic lần thứ ba (tiếng Latin: Tertium Bellum Punicum) (năm 149-146 TCN) là cuộc chiến thứ ba và cũng là cuối cùng trong số các cuộc chiến tranh Punic xảy ra giữa thuộc địa cũ của người Phoenicia là Carthage với Cộng hòa La Mã. Tên gọi của cuộc chiến tranh Punic được đặt theo tên mà người La Mã gọi người Carthage: Punici, hoặc Poenici.
Cuộc chiến tranh này có quy mô nhỏ hơn nhiều so với hai cuộc chiến tranh Punic lần trước và nó diễn ra tập trung ở Tunisia, chủ yếu là vào cuộc vây hãm Carthage, dẫn đến sự phá hủy hoàn toàn thành phố này, và Roma sáp nhập của tất cả các lãnh thổ còn lại của Carthage vào lãnh thổ của nó, trong khi toàn bộ cư dân của Carthage bị giết hoặc bị bán làm nô lệ. Chiến tranh Punic lần thứ ba đã kết thúc sự tồn tại một cách độc lập của Carthage.

## Bối cảnh
Trong khoảng thời gian giữa cuộc chiến tranh Punic lần thứ hai và thứ ba, Roma đã tham gia vào các cuộc chinh phục của các đế quốc Hy Lạp ở phía đông (xem Các cuộc chiến tranh Macedonia, chiến tranh Illyria, và cuộc chiến tranh La Mã-Syria) và tàn nhẫn đàn áp các tộc người Hispania ở phía tây, mặc dù họ đã đóng vai trò chủ chốt cho sự thành công của La Mã trong cuộc chiến tranh Punic lần thứ hai. Còn Carthago thì lại bị mất hết các đồng minh và lãnh thổ (Sicilia, Sardinia, Hispania), còn phải một bồi thường một khoản chiến phí rất lớn, nó phải trả 200 talent bạc mỗi năm cho La Mã trong vòng 50 năm.
Theo Appianus, nguyên lão Cato Già thường kết thúc những bài phát biểu của mình về bất kỳ chủ đề nào tại Viện nguyên lão với câu ceterum censeo Carthaginem esse delendam, có nghĩa là "Hơn nữa, theo quan điểm của tôi thì Carthage phải bị tiêu diệt". Cicero cũng nêu một tuyên bố tương tự những lời từ miệng của Cato trong tác phẩm đối thoại De Senectute của ông ta. Cato đã bị phản đối bởi nguyên lão Publius Cornelius Scipio Nasica Corculum, người vốn ủng hộ một cách giải quyết khác, mà sẽ không phá hủy Carthage, và là người thường chiếm ưu thế trong các cuộc tranh luận ở Viện nguyên lão.
Hiệp ước hòa bình vào cuối cuộc chiến tranh Punic lần thứ hai quy định rằng tất cả các tranh chấp biên giới liên quan đến Carthage sẽ được phân xử bởi Viện nguyên lão La Mã và yêu cầu Carthage phải nhận được sự phê chuẩn rõ ràng của người La Mã trước khi đi đến chiến tranh. Kết quả là, trong 50 năm tiếp theo giữa hai cuộc chiến tranh Punic lần thứ hai và thứ ba, Carthage đã phải chấp nhận tất cả các phán quyết có lợi cho đồng minh Numidia của La Mã trong các cuộc tranh chấp biên giới giữa hai bên.

## Nguyên nhân của cuộc chiến tranh

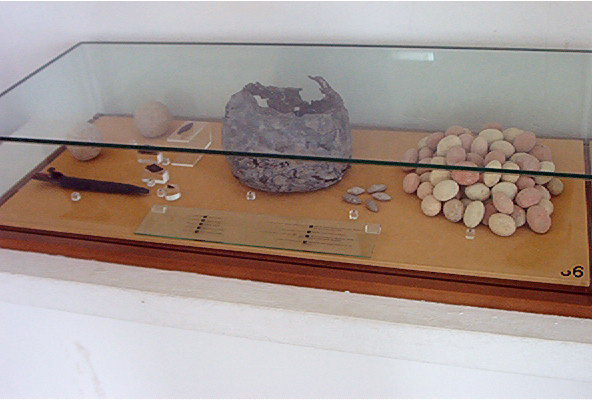
Đầu mũi tên, tàn tích còn lại của dao găm và đá cho súng cao sự trưng bày tại Bảo tàng quốc gia Carthage

Năm 151 trước Công nguyên, Numidia đã tiến hành một cuộc tấn công biên giới vào lãnh thổ của Carthage, vây hãm thị trấn Oroscopa của người Carthage, và Carthage đã phát động một cuộc viễn chinh lớn (25.000 lính) để đẩy lùi những kẻ xâm lược người Numidia. Kết quả là Carthage đã phải chịu một thất bại quân sự. Tuy nhiên, ngay sau đó Roma đã cho thấy sự không hài lòng với quyết định tiến hành chiến tranh chống lại nước láng giềng của Carthage mà không cần sự cho phép của người La Mã.
Trong 149 trước Công nguyên, Roma tuyên chiến với Carthage. Người Carthage đã tiến hành một loạt các nỗ lực nhằm để xoa dịu Roma, và nhận được một lời hứa rằng nếu ba trăm trẻ em Carthage sinh ra trong những gia đình cao quý được gửi đến Roma làm con tin thì người Carthage sẽ có quyền giữ lại đất đai và chính quyền tự trị của họ. Bất kể điều này đã được thực hiện đi nữa, thành phố đồng minh của người Carthge là Utica đã đào ngũ về phía Roma, và một đội quân La Mã gồm 80.000 người đã được tập trung ở đó. Các chấp chính quan sau đó yêu cầu Carthage phải giao nộp tất cả các loại vũ khí và áo giáp. Sau khi những thứ đó đã được giao nộp, Roma lại thêm yêu cầu rằng người Carthage phải di chuyển thành phố củahọ vào sâu nội địa ít nhất mười dặm, trong khi chính bản thân thành phố phải bị thiêu hủy. Khi người Carthage biết được việc này họ liền từ bỏ cuộc đàm phán và thành phố đã ngay lập tức bị bao vây, chính thức bắt đầu cuộc chiến tranh Punic lần thứ ba.
Sau khi đạo quân viễn chinh chủ lực của người La Mã đặt chân tới Utica, hai viên chấp chính quan Manius Manilius và Lucius Marcius Censorius liền tung ra một cuộc tấn công theo hai hướng nhằm vào Carthage, nhưng cuối cùng nó đã bị đẩy lui bởi quân đội của các tướng Carthage là Hasdrubal người Boeotarch và Himilco Phameas. Manilius cũng mất hơn 500 lính khi họ bị kỵ binh Carthage đánh úp trong khi đang thu lượm gỗ xung quanh hồ Tunis. Một thảm họa tồi tệ nữa xảy ra với người La Mã là khi hạm đội của họ bị thiêu trụi bằng những hỏa thuyền mà người Carthage đã lợi dụng hướng gió để lao thẳng vào. Manilius đã bị thay thế bởi chấp chính quan Calpurnius Piso trong năm 149 TCN sau một thất bại nghiêm trọng của quân đội La Mã tại Nepheris, một thành trì phía nam của thành phố Carthage. Cũng nhờ có Scipio Aemilianus mà bốn cohort đã được cứu thoát khỏi nguy khốn trong một khe núi. Nepheris cuối cùng cũng rơi vào tay Scipio trong mùa đông năm 147-146 TCN. Mùa thu năm 148TCN, Piso đã bị đánh bại trong khi cố gắng xông vào thành phố Aspis, gần Mũi Bon. Không nản lòng, ông đã bao vây thị trấn Hippagreta ở phía bắc, nhưng quân đội của ông đã không thể đánh bại người Carthage trước khi mùa đông đến và đã phải rút lui. Khi tin tức về những thất bại tới được Roma, ông ta đã bị thay thế bởi chấp chính quan Scipio Aemilianus.
Người Carthage đã phải chịu đựng cuộc bao vây bắt đầu từ năm 149 trước Công nguyên cho đến mùa xuân năm 146 trước Công nguyên, khi Scipio Aemilianus thành công trong việc tấn công thành phố. Mặc dù các công dân Carthage đã chiến đấu dũng cảm, họ đã dần dần bị quân La Mã đẩy lùi và cuối cùng hoàn toàn thất bại.

## Kết quả

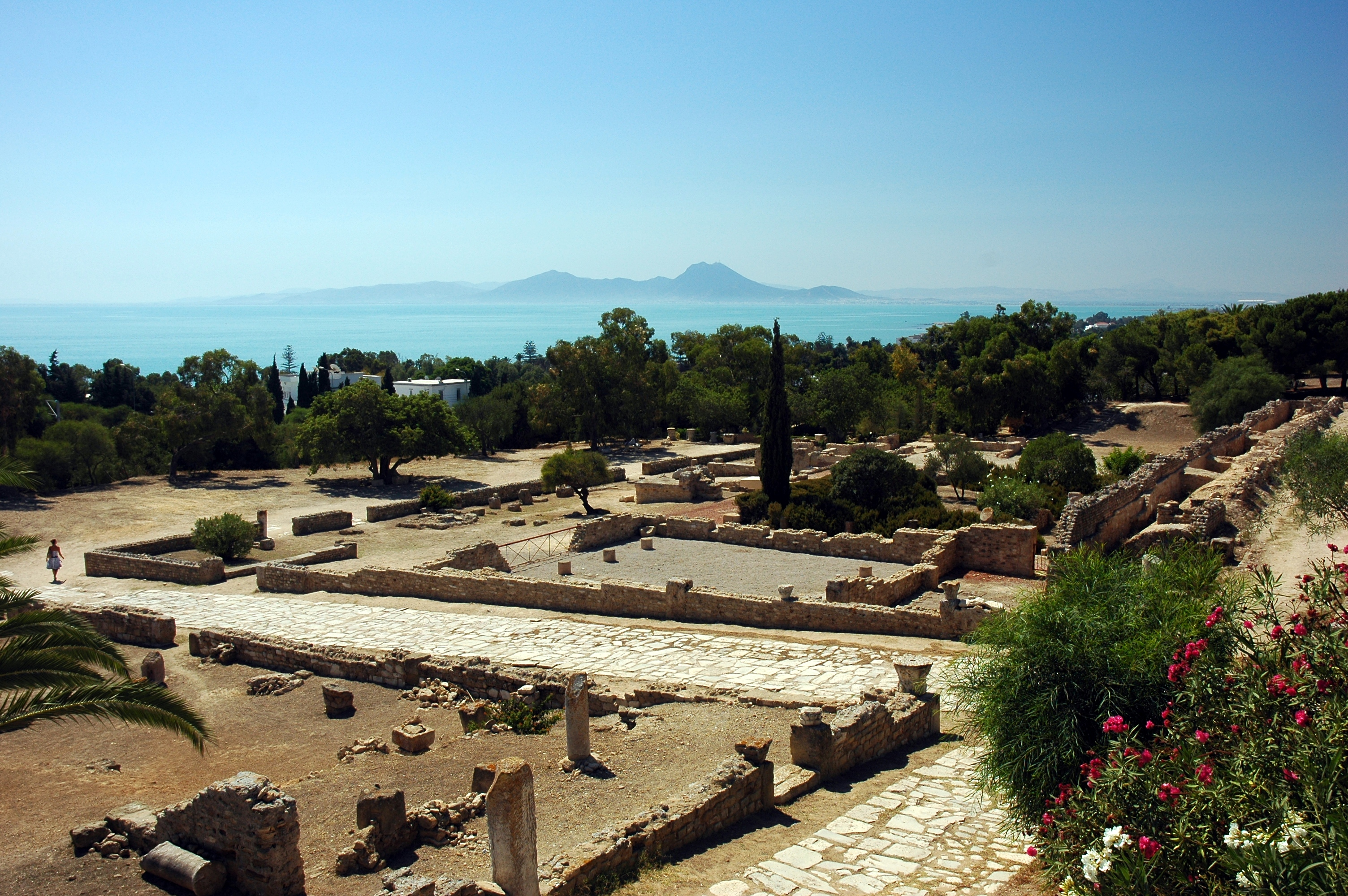
Tàn tích của Carthage

Nhiều người Carthage đã chết đói trong giai đoạn cuối của cuộc bao vây, trong khi nhiều người khác đã chết trong sáu ngày cuối cùng của cuộc chiến. Khi chiến tranh kết thúc, 50.000 cư dân Carthage còn lại, một phần nhỏ của cư dân trong thành phố trước chiến tranh đã bị bán làm nô lệ bởi những kẻ chiến thắng, một điều phổ biến vào thời cổ đại đối với cư dân ở những thành phố bị cướp phá  Carthage đã bị thiêu trụi một cách có hệ thống trong suốt 17 ngày, các bức tường thành phố và các tòa nhà của nó đã bị phá hủy hoàn toàn.
Các vùng lãnh thổ còn lại của Carthage đã được sáp nhập vào Roma và tái tổ chức lại thành tỉnh châu Phi của La Mã. Một thế kỷ sau, một thành phố La Mã đã được Julius Ceasar cho xây dựng trên vị trí thành Carthage trước kia, và sau này trở thành một trong những thành phố quan trọng ở tỉnh châu Phi của La Mã vào thời kì đế quốc.
Nhiều thành phố đáng kể khác của người Punic, chẳng hạn như ở Mauretania, đã được tiếp quản và xây dựng lại bởi những người La Mã. Ví dụ về các thành phố được xây dựng lại đó là Volubilis, Chellah và Mogador. Volubilis là một thị trấn La Mã quan trọng nằm gần biên giới phía tây của các cuộc chinh phục La Mã. Nó được xây dựng trên vị trí của những khu định cư trước đó của người Punic Utica, thành phố của người Punic vốn đã thay đổi lòng trung thành của nó vào thời điểm bắt đầu cuộc vây hãm, đã trở thành thủ phủ của tỉnh châu Phi của La Mã.